# 남자라면
남자라면은 식품 회사 팔도에서 생산하는 라면이다.